# イヌタデ
イヌタデ（犬蓼、学名: Persicaria longiseta）は、タデ科イヌタデ属の一年草。道端に普通に見られる雑草である。
和名はヤナギタデに対し、葉に辛味がなくて役に立たないという意味で「イヌタデ」と名付けられた。赤い小さな花や果実を赤飯に見立て、別名アカノマンマともよばれる。

## 形態・生態
アジアの温帯から熱帯に分布し、日本では北海道から、本州、四国、九州、沖縄に分布する。野原や道端、畑などにふつうに生える。
茎の基部は横に這い、まっすぐか斜めに傾いて伸び、多く枝分かれして草むらのようになって小さな集団を作る。茎の先はやや立ち、高さは20 - 40cm。茎は円柱形で柔らかくなめらかで、ふつう紅紫色を帯びる。
葉は互生で、披針形（ひしんけい）で葉の両端がとがり、葉先に向かってだんだん細くなる。葉縁や裏側の葉脈上に毛が生える。葉がつく茎の周囲には、長さ約8mmの筒状のさやである托葉梢（たくようしょう）があり、さやの縁に緑毛が生える。同じ科のオオイヌタデには葉の根元のさやに毛が生えておらず、見分けることができる。
春から秋までの4月 - 11月にかけて、茎の先端から長さ1 - 5cmの花穂を出し、紅紫色をした小さな花を密につけ、まれに白い花が見られることもある。紅紫色の萼片は深く4または5裂し、裂片は倒卵形をしており、花弁はない。雄しべは8本、花柱は3本ある。
花よりも、その後に見られる真っ赤な果実が目立つ。果実は三角状の痩果（そうか）で、果実そのものは卵形で暗褐色をしているが、その外側に赤い萼をかぶっているので、このように見えるものである。

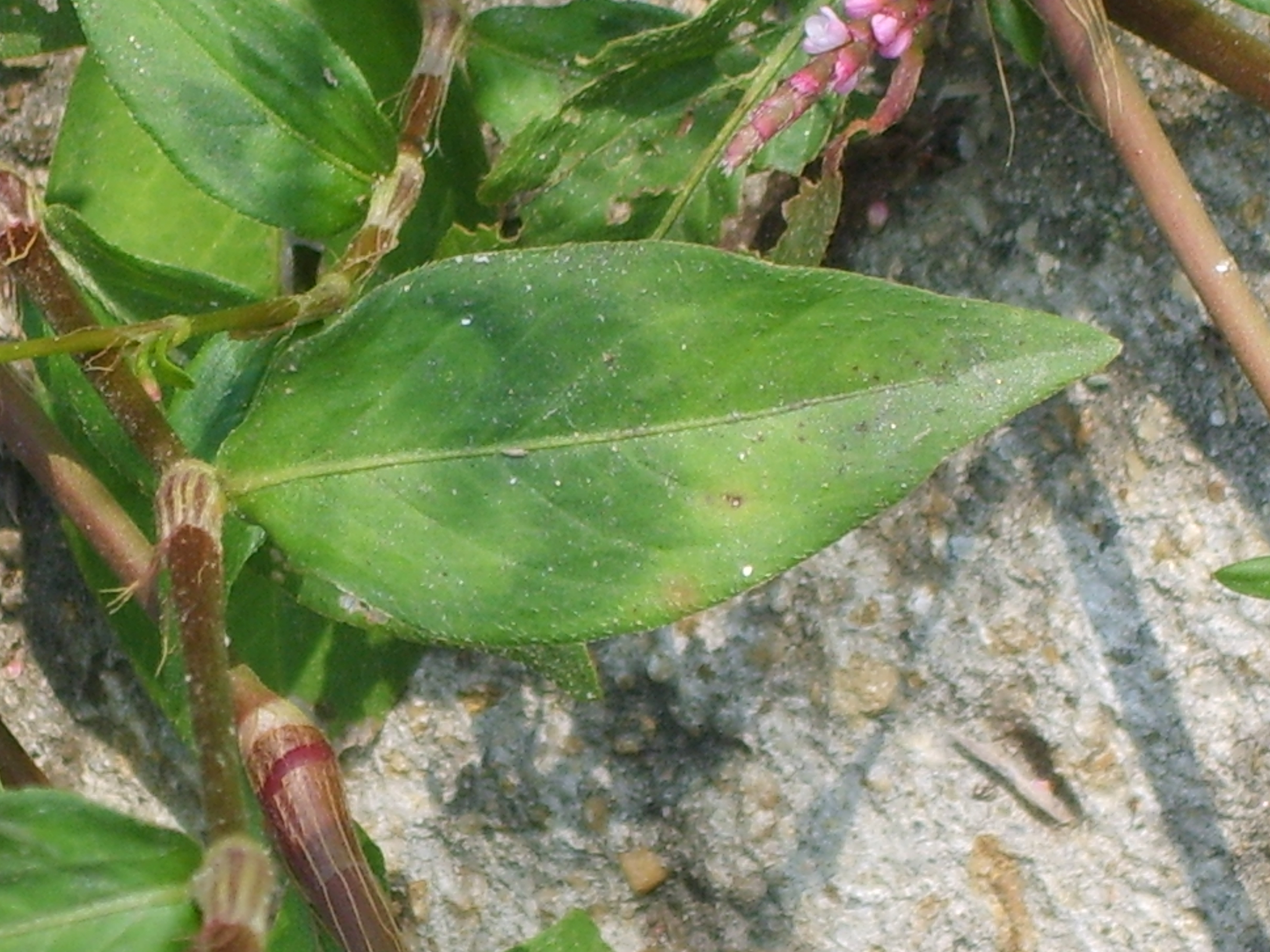
葉
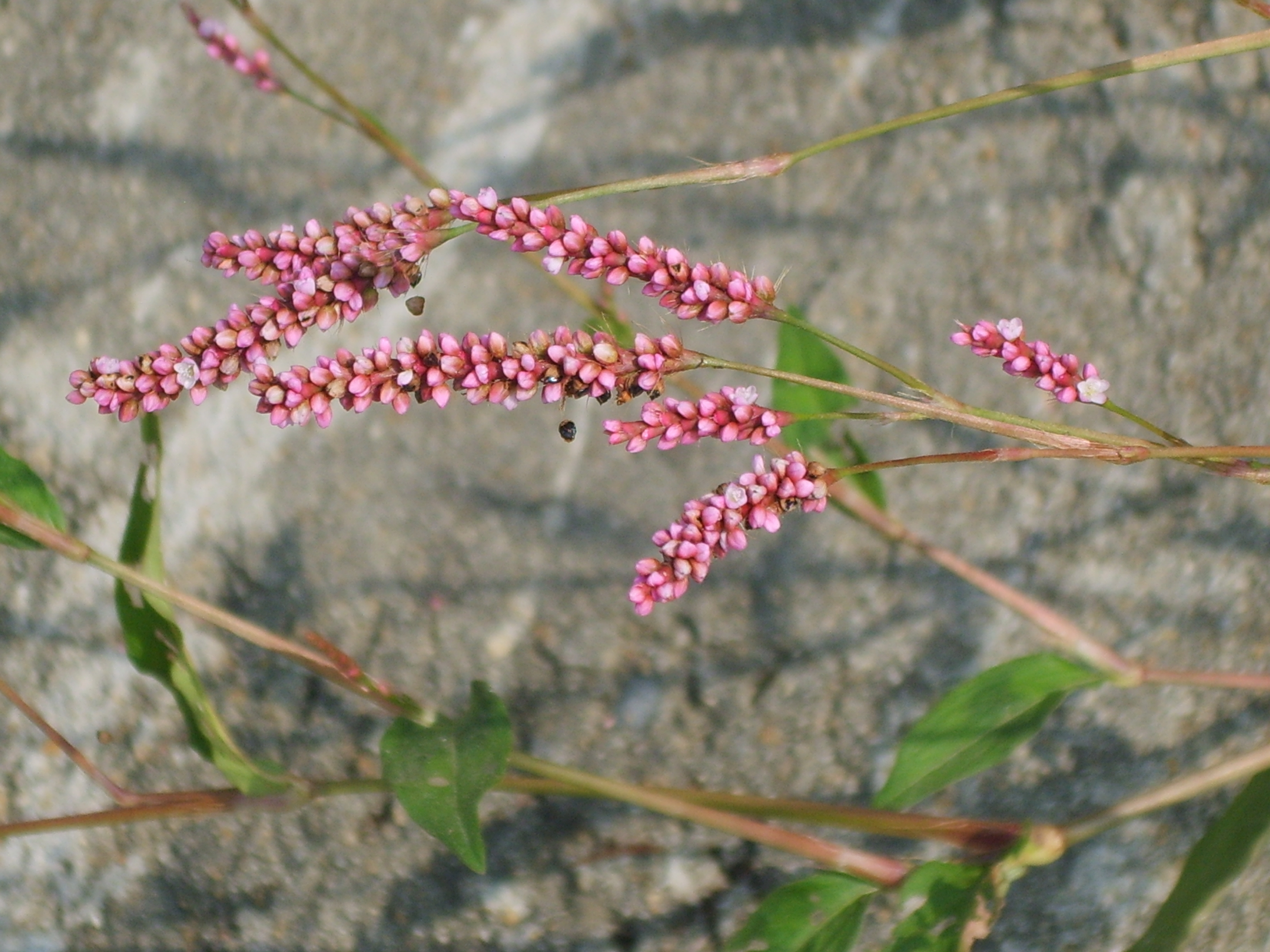
花と果実

## 人間との関わり
雑草ではあるが、非常に美しく、画材などとして使われることもある。赤飯を想起させる薄紅色の花「アカノマンマ」は俳句では秋の季語。